# Бородінськ (Чернишевський район)
Бороді́нськ (рос. Бородинск) — село у складі Чернишевського району Забайкальського краю, Росія. Входить до складу Букачачинського міського поселення.

## Населення
Населення — 69 осіб (2010; 86 у 2002).
Національний склад (станом на 2002 рік):
- росіяни — 100 %